# 拉斯布雷尼亞斯

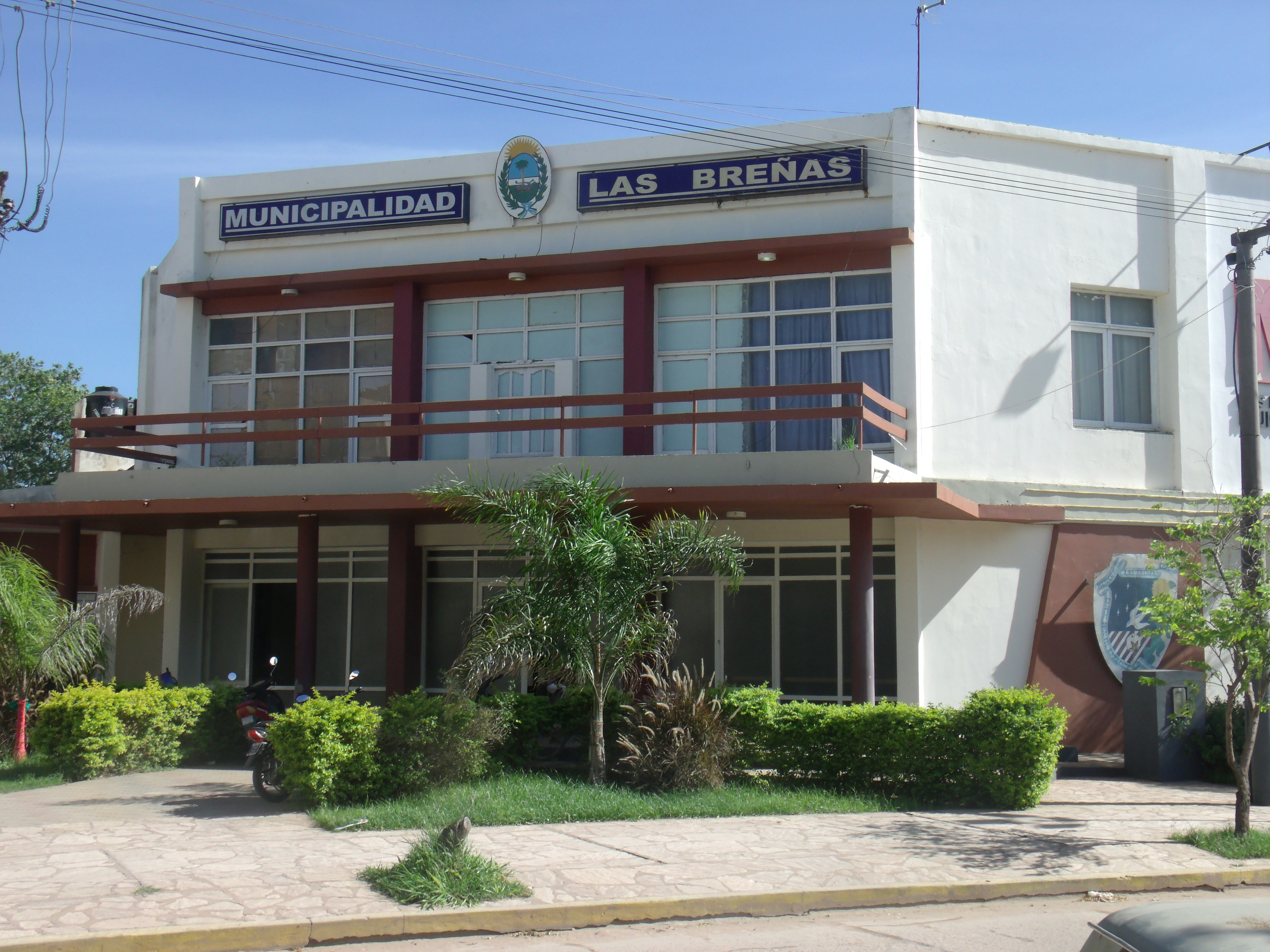

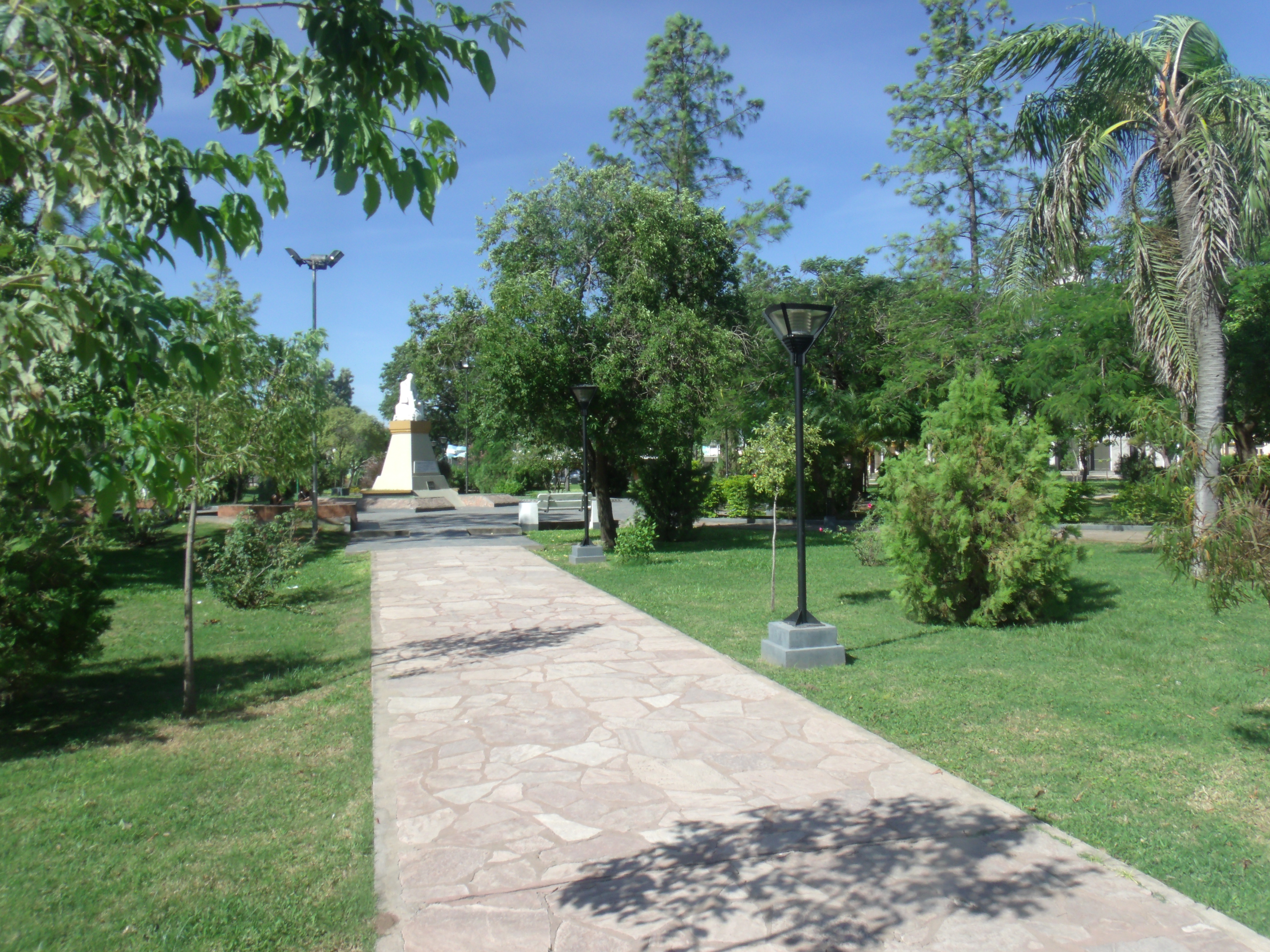

拉斯布雷尼亞斯（西班牙語：Las Breñas），是阿根廷的城市，位於該國北部查科省，是七月九日縣的首府，距離雷西斯滕西亞280公里，海拔高度104米，主要經濟活動是農業，2001年人口19,544。